# Baramati
Baramati (marathi : बारामती/baɾamət̪i/) est une ville du district de Pune dans l'État du Maharashtra en Inde. Elle est situés à 100 km au sud-est du centre du district, la ville de Pune. À la suite du recensement de 2011, la population de la ville s'élevait à d'environ 54.415 habitants.

## Histoire
La ville de Baramati est située sur les rives de la rivière Karha qui divise la ville en deux parties. On y cultive la canne à sucre, le raisin, le maïs et le coton etc.. , dont une partie est exportée vers l'Europe.

## Économie
L'activité économique de Baramati est liée au textile, aux produits laitiers et alimentaires. Plusieurs entreprises industrielles étrangères se sont implantées à Baramati, notamment italiennes comme Piaggio & C SpA, Ferrero et Dynamix Dairy. La plus ancienne usine de Baramati MIDC est Kalyani Steels. Récemment, d'autres entreprises ont implanté des usines pour alimenter le marché indien et asiatique : Ferrero Rocher, Bauli et Barry Callebaut.

## Géographie
Baramati est située à 18° 09′ 00″ N, 74° 34′ 48″ E à une altitude moyenne de 538 mètres.

## Tourisme
Baramati offre de nombreux monuments et sites touristiques notables:

### Shri Mayureshwar Mandir
Shri Mayureshwar Mandir ou Shri Moreshwar Mandir, également connu sous le nom de Morgaon Ganpati, est un temple hindou (mandir) dédié à Lord Ganesha, le dieu de la sagesse à tête d'éléphant. Il est situé à Morgaon (Marathi : मोरगाव), à environ 35 km de la ville de Baramati. Le temple est le point de départ et d'arrivée d'un pèlerinage des huit temples vénérés de Ganesha appelés Ashtavinayaka.

### Babuji
En 1743, Babuji Naik a construit un magnifique fort sur les rives de la rivière Karha qui traverse la ville de Baramati. Ce fort est un témoin glorieux de l'histoire de Bhimathadi à Baramati. Dans cette optique, le château sera rénové. Un musée sera installé dans ce palais et il révélera la biographie de Babuji Naik de 1743 à 1780. Les touristes pourront également voir les événements sociaux, culturels et historiques de 1780 à 2014 et les inscriptions historiques en pierre de Baramati taluka. Les remparts du fort seront réparés et les touristes pourront se promener sur les remparts. Parallèlement, la partie effondrée du bastion, la mairie et l'entrée principale seront reconstruites.

### Sanctuaire d'oiseaux de Bhigwan
Bhigwan est une petite ville à 25 km de Baramati, accessible depuis Bhigwan, en autobus public depuis Baramati. Le sanctuaire d'oiseaux de Bhigwan est à 10 km de la ville de Bhigwan mais il est difficile d'y accéder par les transports en commun. Il y a deux sites avec plusieurs types d'oiseaux migrateurs : Diksal et Kumbhargaon. Il y a un barrage appelé Ujani. Le marigot se propage dans les parties les plus proches des villages. Ces oiseaux peuvent être trouvés autour de cette zone reculée de Diksal. Diksal est à 7 km de Bhigwan. De petits bateaux de pêche peuvent être loués pour observer plus d'oiseaux. Une activité de plein air où les touristes recherchent des flamants roses et plus encore au sanctuaire d'oiseaux de Bhigwan lors d'une excursion d'une journée complète au départ de Pune. En plus de voir une variété d'espèces d'oiseaux de l'Inde, on peut visiter le temple historique de Bhuleshwar en cours de route.

### Le musée Janvastu Sangrahalaya
Le musée à deux étages abrite une collection de cadeaux reçus par l'homme politique indien Sharad Pawar au cours de sa longue carrière. Le musée possède également une collection de photographies qui relate la vie publique de M. Sharad Pawar.

### Krishi
Le Krishi Vigyan Kendra (Farmers Science center) (VKK de Baramati) a été créé le 1er août 1992 sous l'affiliation ICAR. De 1992 à 2008, la zone opérationnelle du KVK était tout le district de Pune, mais depuis 2008, elle a été fortement réduite. Krishi Vigyan Kendra est un KVK indien modèle, de haute technologie et lauréat d'un prix national, qui travaille pour la communauté agricole depuis 24 ans pour le développement d'une agriculture durable. L'objectif de Krishi Vigyan Kendra est de réduire le délai entre le transfert de technologie des instituts de recherche au champ des agriculteurs pour augmenter durablement la productivité et les revenus de l'agriculture.

### KRUSHIK - Semaine de la technologie agricole
Le Krishi Vigyan Kendra organise chaque année la "KRUSHIK - Agri Technology Week" au KVK Baramati après le festival Diwali.

### Shri Shirsai Mandir (Shirsuphal)
Shri Shirsai Mandir est un temple hindou dédié à la déesse Shirsai. Il est situé à Shirsuphal, à environ 27,4 km de Baramati. Il y a beaucoup de singes dans le temple et dans le village qui est aussi appelé " Village des Singes ".

### Shri Janai Mandir
Shri Janai Mandir est un temple hindou dédié à la déesse Janai. Il est situé à Katphal, à environ 7 km de Baramati.